# Transoksijana
Transoksijana ili Transoksanija (također poznata i pod nazivima perz. فرارود‎ - Farârud; arap. ما وراء النهر‎ - Mā Varā'un-Nāher; kin.: 河中 - Hé Zhōng), drevni naziv za regiju u Središnjoj Aziji čija područja otprilike odgovaraju današnjem Uzbekistanu, Tadžikistanu, južnom Kirgistanu i jugozapadnom Kazahstanu. U zemljopisnom smislu predstavlja područje između rijeka Amu-Darje i Sir-Darje. Danas se pod time uglavnom podrazumijevaju teritoriji u starovjekovnom kontekstu odnosno prije 8. stoljeća, iako su ga europski povjesničari i zemljopisci koristili i za kasnija povijesna razdoblja. U perzijskom epu Šahname kojeg je napisao Firdusi, Transoksijana se navodi kao pradomovina iranskih naroda, a rijeka Oks (Amu-Darja) kao granica između Irana i Turana. Regija je bila jedna satrapija Ahemenidskog Perzijskog Carstva pod imenom Sogdijana. Transoksijana je inače riječ latinskog podrijetla i doslovno znači „preko rijeke Oks” (Oks bio grčki naziv za Amu-Darju). Arapski naziv Mā Varā'un-Nāher znači „ono što je preko rijeke”.
Regija je bila jedna od satrapija Ahemenidinskog carstva pod imenom Sogdijana.

## Povijest
Naziv Transoksanija zaglavio je u zapadnoj svijesti zbog podviga Aleksandra Velikog, koji je proširio grčku kulturu u regiji sa svojim osvajanjima u 4. stoljeću prije Krista, Transoksanije je bila najviše sjeveroistočna točka helenističke kulture i do arapske invazije je zapravo čuvao hibridnu grčku / indijsku / perzijsku / kinesku kulture, nazvanu ' serindijsku '. Tijekom Sasanidske vlasti, često je nazivana Sogdijana, pokrajinski naziv preuzet iz Ahemenidskog carstva, a koristio se kako bi se razlikovao od obližnje Baktrije.
Kineski istraživač Zhang Qian, koji je posjetio susjedne zemlje Baktriju i Partiju uz Transoksanije 126 pr. Kr., napravio je prvi poznato kinesko izvješće o ovoj regiji. Zhang Qian jasno je identificirao Partiju kao naprednu urbanu civilizaciju koja uzgaja žito i grožđe, izrađuje srebreni novac i proizvode od kože. Njime su nasljedno vladali Seleucidi, grčko-baktrijsko kraljevstvo, partsko carstvo i Kušansko carstvo prije Sassanidske vladavine.
U sasanidsko doba, regija postala značajan kulturni i znanstveni centar zbog učinkovite kraljevske vlasti i bogatstva koje je poteklo sa Sjevernog puta svile. Sasanidsku vladavinu prekinula je Heftalitska invazija krajem 5. stoljeća i nije vraćena Sasanidima do 565. Mnogi perzijski plemići i zemljoposjednici pobjegali u ovu regiju, nakon muslimanskog osvajanja Perzije. Prije muslimanske invazije 673. – 751. također su vladali Gokturci. Nakon arapskih osvajanja, prostor je postao poznat kao Ma wara'un - Nahr ( arapski, "ono što je izvan rijeke " ) .
Transooksanijski glavni gradovi i kulturni centri bili su Samarkand i Buhara. Oba se nalaze u južnom dijelu Transoksijane, (iako i dalje sjeverno od same Amu-Darje, na rijeci Zeravšan), i većina regije bila je suha, ali plodna ravnica. Oba grada su ostala centri perzijske kulture i civilizacije, nakon Islamskog osvajanja Irana, i odigrali ključnu ulogu u oživljavanju perzijske kulture s osnivanjem Samanidske dinastije.
Dio ove regije je osvojio Qutayba ibn Muslim između 706. i 715. a pod slabom kontrolom ju je držali Omejidi u razdoblju 715. – 738. Osvajanje je učvrstio Nasr ibn Sayyar između 738. i 740., a vlast Umajida je trajala sve do 750., kada su došli Abasidi. Dinastija Tang je također držala pod kontrolom istočne dijelove regije u isto vrijeme, kada je došlo do građanskog rata. 
Džingis-kan je napao Transoksijanu 1219. za vrijeme svog osvajanja Khwarezma. Prije svoje smrti godine 1227. je dodijelio zemlje zapadne središnje Azije svom drugom sinu Čagataju pa je ova regija postala poznata kao Čagatajski Kanat. Godine 1369., Timur, iz plemena Barlas, postao je vladar nastavljajući svčani autoritet dinastije Čagataj kana, i napravio Samarkand glavnim gradom svojeg budućeg carstva Transoksijana je procvjetala sredinom 14. stoljeća.

## Poveznice
- Andronovo
- Sogdijana
- Horezm
- Veliki Horasan
- Turan
- Središnja Azija

## Vanjske poveznice
- (engl.) Encyclopædia Britannica: Transoxania